# Аеропорт Ганновер (станція)

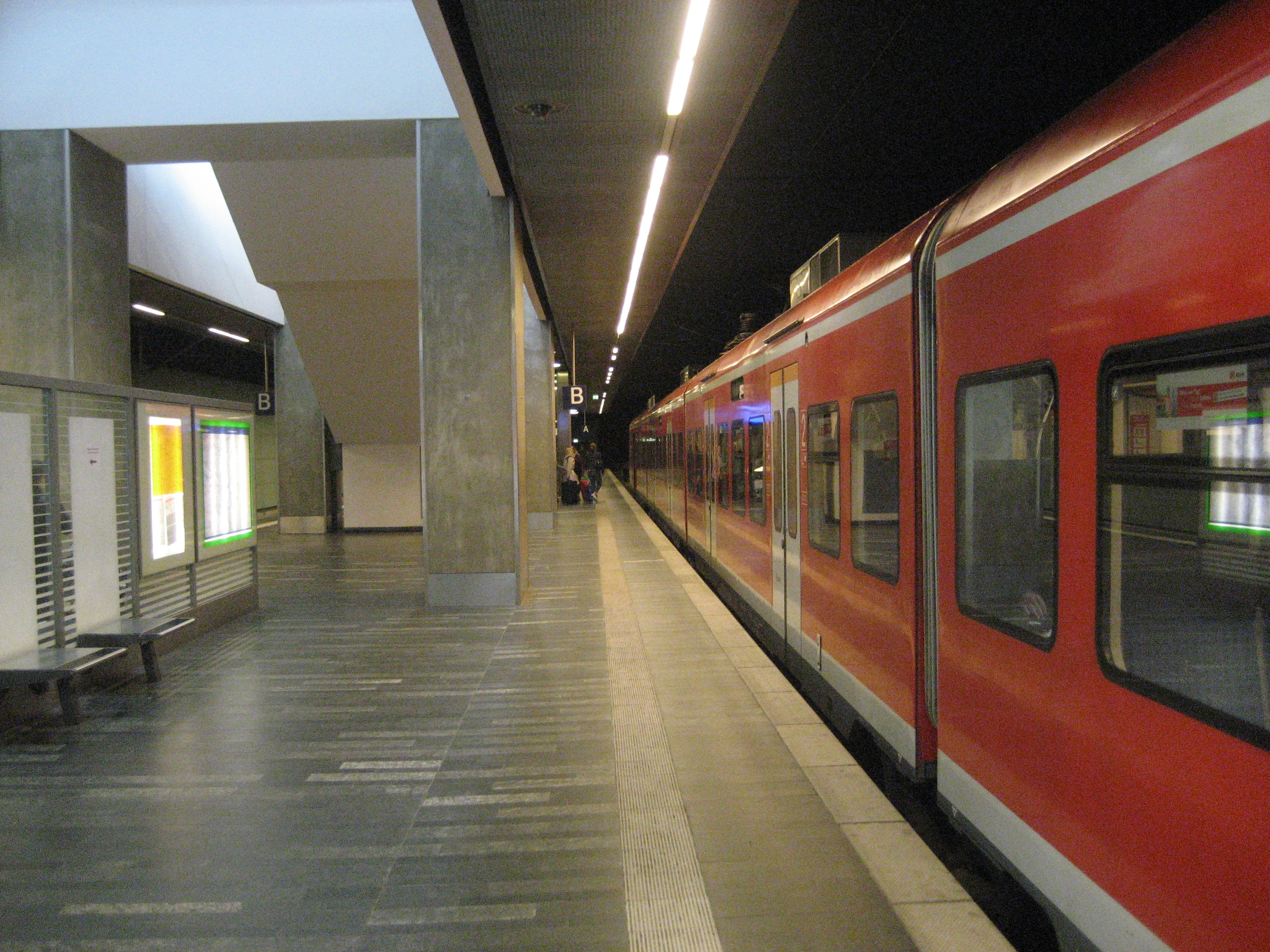
Залізнична станція Аеропорт Ганновер

Аеропорт Ганновер (нім. Bahnhof Hannover Flughafen) — залізнична станція, розташована під терміналом С аеропорту Ганновер, Німеччина. Станція розташована на відгалуженні від залізниці Гайдебан, потяги що прямують від/на станції є під орудою Ганноверського S-Bahn.
Від станції вирушають потяги за маршрутом:
- S5: Аеропорт Ганновер - Лангенгаген - Ганновер- Ронненберг - Гамельн - Падерборн
- S8: Аеропорт Ганновер - Лангенгаген - Ганновер - Ганновер Мессе/Латцен

Потяги маршруту S5 курсують щопівгодини протягом дня, тоді як потяги за маршрутом S8 курсують лише тоді, коли відбувається в Мессе ярморок. Час поїздки між аеропортом та головним залізничним вокзалом міста (станція Ганновер) становить 17 хвилин